# Henry Wotton
Sir Henry Wotton (Boughton Malherbe, 30 marzo 1568 – Eton, dicembre 1639) è stato uno scrittore, poeta e diplomatico inglese.

## Biografia
Sir Henry Wotton nacque nel 1568. Fu educato al Winchester College e al New College di Oxford, dove si iscrisse il 5 giugno 1584. Due anni dopo si trasferì al Queen's College, dove conseguì un Bachelor of Arts nel 1588. Ad Oxford strinse amicizia con Alberico Gentili e John Donne. Dal 1588 al 1595 viaggiò all'estero, visitando, tra altri luoghi, Vienna, Roma (1592), Napoli, Venezia e Parigi. Nel 1594 scrisse la sua più importante opera in prosa: The State of Christendom (pubbl. nel 1657), franco esame della politica del suo tempo. Tornato in Inghilterra, fu ammesso al Middle Temple, entrò al servizio del conte di Essex che lo mandò all'estero per raccogliere informazioni politiche in Polonia, Italia e Germania. Alla caduta dell'Essex (1601), il Wotton ritenne prudente rimanere all'estero e si stabilì a Venezia, dove si dedicò a lavori letterari. Nel 1602 si recò in Scozia per avvertire Giacomo di un complotto contro la sua vita, poi passò in Francia; ma alla morte di Elisabetta (1603) tornò in Inghilterra, fu creato cavaliere da Giacomo ed ebbe il posto di ambasciatore a Venezia. Nel 1624 divenne prevosto di Eton College e nel 1625 rappresentò Sandwich in parlamento. Nel 1627 prese gli ordini sacri e nello stesso anno gli fu accordata una pensione di 200 sterline. Scrisse pochissimo in poesia; ma due delle sue liriche: The Character of a Happy Life e You meaner beauties of the night sono tra le più graziose canzoni elisabettiane. È da ricordare anche il suo Elements of architecture (1624), parafrasi del De architectura di Vitruvio. Nel 1651 furono pubblicati i suoi scritti in prosa e versi col titolo Reliquiae wottonianae.